# محمد حسن كبة
محمد حسن كبة (1201 هـ / 1853- 1336 هـ / 1918) عالم ديني فقهي جليل وشاعر كبير من مواليد بغداد الكاظمية وهو والد الشيخ محمد مهدي كبة عضو مجلس السيادة السابق .

## سيرته
الحاج محمد حسن كبة ابن الحاج محمد صالح كبة نشأ في بلدة الكاظمية ببغداد ورباه والده تربية عالية لما كانت تلوح عليه من آيات النبل والذكاء والنبوغ واحاطه بجماعة من أجلة العلماء والادباء حتى فرغ من تحصيل العلوم العربية وبرع في نظم الشعر والإنشاء ولم يتجاوز العشرين من عمره، وله مساجلات شعرية مع كثير من ادباء وشعراء زمانه . تدرج في دراسة العلوم الدينية والفقهية على يد مجموعة من علماء الدين الافاضل حتى نال درجة الاجتهاد بشهادة العديد من العلماء الافاضل في زمانه، وكان مجدا في التدريس والتصنيف وكان مجلس تدريسه حافلا بطلاب العلم وقد تخرج عليه الكثير من الفضلاء (1).

## اسرته ونسبه
يعود نسب العلامة والشاعر الحاج محمد حسن كبة إلى أسرة آل كبة البغدادية التي استوطنت مدينة بغداد منذ العهد العباسي ، وتنسب إلى قبيلة ( ربيعة ) . وكان لهذه الاسرة دور كبير في خدمة الحركة العلمية والادبية منذ القرن التاسع عشر الميلادي، وكانت مواسم أفراحهم وأتراحهم مضامير تتبارى بها شعراء العراق . وتجد الكثير من مدائح الشعراء (شعرا) لمناقب هذه الاسرة ورجالاتها في كتاب (العقد المفصل في قبيلة المجد المؤثل) للسيد حيدر الحلي (2).

## سيرة والده
والده الحاج محمد صالح المولود سنة 1201 ه‍ وكان على جانب عظيم من الورع والنسك، له حظ وافر من العلوم العربية وقسط من علوم الدين غير أن مزاولته للتجارة صرفه عن مواصلة الدراسة، وكان محباً للعلم والأدب والعلماء والشعراء لهم عليه عِدات يتقاضونها شهرياً وسنوياً، ومن أعماله الخالدة المشاركة في بناء الخانات والملاجئ للزائرين وقوافل المسافرين بين بغداد وكربلاء، وبين كربلاء والنجف ، وبين بغداد والحلة ، وبين بغداد وسامراء (3) . 

## اساتذته
تتلمذ على الميرزا السيد محمد حسن الشيرازي , وحضر الاصول على السيد محمد الفشاركي الاصفهاني، والفقيه على الحاج أغا رضا الهمذاني صاحب مصبح الفقيه، وعلى الشيخ عبد الله المازندراني، وعلى السيد علي بن السيد مهدي البحراني الغريفي، والميرزا محمد تقي الشيرازي ولازمه كثيرا (4).

## نتاجه الفكري والادبي
له العديد من المؤلفات الفقهية تبلغ الستين (5) . فقد كتب رسالة في الطهارة، وفي الصلاة والصوم، وشرح كتاب الحج من دروسه التي تلقاها، وله حاشية على المكاسب، وحاشية على المعالم والفوائد الرجالية، والرحلة المكية أُرجوزة من ألف بيت نظمها لما سافر للحج سنة 1292. وله أكثر من عشرة آلاف بيت شعر وقد نشر أكثره في كتابي ( العقد المفصل ) و(دمية القصر) تأليف السيد حيدر الحلي وفي ديوان السيد محمد سعيد الحبوبي وفي ديوان السيد حيدر الحلي وديوان صالح الكواز , وظهر له مؤخرا كتاب ديوان محمد حسن كبة للاستاذ يوسف كبة .
ومن شعره قصيدة يشكو فيها غدر الزمان مطلعها:
لئن اسلمتني في النوائب عصبة ---- فلا ارضها ارضي ولا دارها داري
وان غدرت بي عند معترك الاسى ---- فلا لام الا نفسه كل غدار
وان خذلتني الاعبد السود خسة ---- فما ضائري والسادة البيض انصاري
ولا غرو ان خاف الزمان بفرده ---- فقد عاد حامي الجار والملتجي جاري
علي امير المؤمنين ومن لنا ---- سواه يجير المذنبين من النار

## ارجوزةالرحلة المكية
ارجوزة شعرية من الف بيت قام بنظمها من بحر الرجز وهو في طريق حجه إلى بيت الله الحرام عام 1292 هجرية بعد ان جاوز العشرين بثلاث سنين، وقد ضمنها وصفا شاملا لجميع مشاهداته وما صادفه من احداث اثناء الطريق ذهابا وايابا، مع وصف معالم مكة المكرمة والمدينة المنورة , ومواقف الحج ومناسكه وغير ذلك .وهي القصيدة التي يقول في مطلعها :
قال محمد بن صالح الزمن ---- من لقبته المكرمات بالحسن
ابـدأ بسـم الله يمنــاً باسـمه ---- واحمـد الله علـى انعمـه
وافضـل الصــلاة والســلام ---- يهـدى من المهيمن العـلاّم
إلى النبي المصطفى وآله ---- ومن جـرى هديا على منواله
حتى ينتهي بانتهاء رحلته قائلا:
وبعد حجي الكعبة الشريفة ---- اشهد في المشاهد المنيفة
فزرت من اعددتهم في مهري ---- ذخيرة انجو بها في حشري
ثـم اعادنـي الـى بـلادي ---- صلي على الهادي وآل الهادي (6)

## اجازاته
حاز على العديد من الشهادات من كبار علماء الفقه والاجتهاد امثال الشيخ محمد رضا الهمداني والشيخ محمد طه نجف والشيخ محمد كاظم الخراساني والشيخ محمد تقي السراج وغيرهم .

## وفاته
وكانت وفاته في الحادي عشر من رمضان سنة 1336ه‍ ( 1918م) وحمل باحتفال عظيم إلى النجف ودفن مع ابيه المصطفى في مقبرة لهم قرب باب الطوسي، وكان لوفاته وقع شديد وأسف عظيم من الجميع (7). وخلف أولاداً ثلاثة : محمد صالح، محمد رشيد، محمد مهدي كبة (عضو مجلس السيادة السابق، وأربعة عشر بنتاً.

## قالوا عنه
- الشاعر الكبير حيدر الحلي : محمد حسن كبة عالم كبير ومجتهد يؤخذ عنه الرأي في الفقه والدين وأديب له مكانته العالية في الاوساط الادبية (8).
- الاديب العراقي جعفر الخليلي : مجتهد مبرز توغل في الفقه والعلوم الروحانية بحيث بلغ درجة الاجتهاد، وربما تجاوزها لو كان هناك درجة تتجاوز درجة الاجتهاد (9).
- الدكتور حسين علي محفوظ : كان في طليعة اسرة آل كبة وممن بلغو درجة الاجتهاد، وكانت له إلى جانب علمه ملكة شعرية ممتازة (10).
- مؤسسة السبطين العالمية : هو ابن القصر والثروة والنعمة فأصبح ابن العلم والشعر والأدب والثقافة.
- الاديب والمؤرخ عبد الكريم العلاف : هو العالم الاديب والشاعر الاريب والرجل الفذ الذي جمع من الصفات ما لا يمكن لغيره (11).